# Мелії (рід)
Мелії (лат. Maelii) — багатий римський плебейський рід (номенів), можливо, із стану вершників. Відомий тільки один когномен — Мелії Капітоліни (лат. Maelius Capitolinus).
Після Самнітських воєн цей номен не згадується.

## Відомі представники
- Спурій Мелій — багатий торговець хлібом, нібито намагався купити підтримку народу для проголошення себе царем, і страчений за це в 439 році до н. е.
- Спурій Мелій (трибун) — народний трибун у 436 році до н. е.
- Публій Мелій Капітолін — військовий трибун з консульською владою 400 і 390 років до н. е.